# Isaac Rubinow
Isaac Max Rubinow (Grodno, 1875 – 1 de setembro de 1936) foi um atuário russo radicado no Estados Unidos que tornou-se um dos maiores expoentes acadêmicos sobre Seguridade Social. Seu livro Social Insurance, de 1913, foi um dos mais importantes trabalhos no estudo da Seguridade Social, influênciando uma geração de "reformadores", dentre os quais o presidente estadunidense Theodore Roosevelt.
Rubinow, que era judeu, migrou da Rússia para o Nova Iorque em 1893, com 18 anos, fugindo da perseguição aos judeus promovida pelo Czar Alexander III. Estudou para ser médico, mas a miséria que presenciou no cotidiano de seu trabalho, o fez buscar na economia e na atuária formas de amenizar o sofrimento alheio.
Em 1900 obteve seu PhD em economia, pela Universidade Columbia e em 1903 abandonou em definitivo a medicina para dedicar-se a área social.
No ano de 1914, foi fundador e primeiro presidente da Casualty Actuarial and Statistical Society of America, que depois se tornaria a Casualty Actuarial Society.
Rubinow era defensor das causas judaicas e trabalhou por quatro anos em unidades médicas na Palestina.
Publicou ainda Was Marx Wrong? (1914) e The Quest for Security (1934), que lhe valeu a admiração do presidente Franklin Roosevelt.